# Вальтер, Антон (фортепианный мастер)
Габриэль Антон Вальтер (5 февраля 1752 — 11 апреля 1826) — немецкий мастер изготовления молоточковых фортепиано. Словарь музыки и музыкантов Гроува описывает его как «наиболее известного венского мастера того времени».

## Биография
Вальтер родился в Ноехаузене над Фильдерном в Германии. К 1780 году он переехал в Вену и уже в 1790 году получил статус «Имперского королевского камерного органного и инструментального мастера». В 1800 году на производстве у Вальтера было занято 20 рабочих. В том же году к его фирме присоединился его пасынок Йозеф Шёффстосс, и рояли стали выпускаться под именем «Антон Вальтер и сын». Последний сохранившийся рояль Вальтера был изготовлен в 1825 году, за год до смерти мастера.
Вальтер улучшил венский дизайн механизма добавлением фенгера, который предотвращал неустойчивость молоточка. Эта инновация была перенята и другими современниками Вальтера в Вене. Среди композиторов, которые использовали рояли Вальтера, были Бетховен, Моцарт и Гайдн.

## Инструмент Моцарта
Вольфганг Амадей Моцарт приобрел рояль Вальтера примерно в 1782 году и пользовался им в один из самых важных периодов своей карьеры для создания и успешных премьер своих концертов. Предполагается, что инструмент композитора был модифицирован фирмой «Вальтер» после смерти Моцарта. Рояль сохранился до наших дней и находится в Зальцбурге. Ранее он находился в Милане в собственности сына Моцарта, Карла Моцарта.
Рояли Вальтера часто служат моделями для работ современных мастеров, таких как Филипп Белт, Родни Регир, Пол Макналти, Кристофер Кларк и другие.

## Записи, сделанные на оригиналах и копиях роялей Вальтера
1. Пауль Бадура-Скода вместе с Музика Флореа. Вольфган Амадей Моцарт. Piano concertos K.271, K.414. Записано на копии рояля Вальтера от Пола Макналти
2. Кристиан Бецуйденхаут. Вольфган Амадей Моцарт. Keyboard Music Vol.2. Записано на копии рояля Вальтера
3. Роберт Левин вместе с Академией Античной Музыки и Кристофером Хогвудом. Вольфганг Амадей Моцарт. Piano Concertos Nos. 15 & 26. Записано на личном рояле Моцарта от Вальтера (реставрированном)
4. Николаус Харнонкоурт и Рудольф Бухбиндер. Вольфганг Амадей Моцарт. Piano Concertos No. 23 & 25. Записано на копии рояля Вальтера
5. Андреас Штайер. Йозеф Гайдн. Sonatas and Variations. Записано на копии рояля Вальтера от Кристофера Кларка
6. Алексей Любимов и коллеги. Людвиг ван Бетховен. Complete piano sonatas. Записано на копиях роялей Штайна, Вальтера, Графа, Буххольца
7. Вивиана Софроницкая и Варшавский Камерный Оперный Оркестр. Вольфганг Амадей Моцарт. Complete Mozart works for keyboard instrument and orchestra (11 CD box). Записано на копии рояля Вальтера